# Saint-Romain-sur-Cher
Saint-Romain-sur-Cher – miejscowość i gmina we Francji, w Regionie Centralnym, w departamencie Loir-et-Cher.
Według danych na rok 1990 gminę zamieszkiwało 1236 osób, a gęstość zaludnienia wynosiła 40 osób/km² (wśród 1842 gmin Regionu Centralnego Saint-Romain-sur-Cher plasuje się na 321. miejscu pod względem liczby ludności, natomiast pod względem powierzchni na miejscu 330.).